# Preah Theat
Preah Theat es una comuna (khum) del distrito de Ou Reang Ov, en la provincia de Kompung Cham, Camboya. En marzo de 2008 tenía una población estimada de 15 594 habitantes.
Se encuentra ubicada en la llanura camboyana, al sureste del lago Sap (Tonlé Sap) y a escasa distancia del río Mekong y de la frontera con Vietnam.